# Renatus Deckert
Renatus Deckert (* 1. Mai 1977 in Dresden) ist ein deutscher Autor und Herausgeber.

## Leben
Renatus Deckert studierte Literatur und Philosophie in Hamburg, Berlin und Paris. 2009 wurde er mit einer Arbeit über das zerstörte Dresden in den Gedichten von Volker Braun, Heinz Czechowski und Durs Grünbein an der Humboldt-Universität promoviert. Von 1997 bis 2007 gab er in Berlin gemeinsam mit Birger Dölling die Literaturzeitschrift Lose Blätter heraus.
Seine Erzählungen und Essays erschienen in der Frankfurter Allgemeinen Zeitung, in der Süddeutschen Zeitung, in der Welt, in der Neuen Zürcher Zeitung, im Standard, im Tagesspiegel, in der Berliner Zeitung sowie in Zeitschriften wie Sinn und Form, Merkur und Akzente. 
Im Suhrkamp Verlag publizierte er die Bände Das erste Buch und Die Nacht, in der die Mauer fiel. Im Wallstein Verlag veröffentlichte er ein ausführliches Gespräch, das er mit dem Schriftsteller Adolf Endler über dessen Leben geführt hat.
Die Zeitschrift Sinn und Form druckte in Heft 5/2021 das erste Kapitel von Deckerts noch unveröffentlichtem Roman Das Japanische Palais.
Seit 2022 schreibt er den literarischen Newsletter Wolken und Kastanien.

## Auszeichnungen
- 2011: Förderpreis zum Lessing-Preis des Freistaates Sachsen
- 2011: Hermann-Lenz-Stipendium

## Werk
- Die wüste Stadt. Sieben Dichter über Dresden. Insel Verlag, Frankfurt am Main 2005, ISBN 3-458-34849-2.
- Das erste Buch. Schriftsteller über ihr literarisches Debüt. Suhrkamp Verlag, Frankfurt am Main 2007, ISBN 978-3-518-45864-8.
- Die Nacht, in der die Mauer fiel. Schriftsteller erzählen vom 9. November 1989. Suhrkamp Verlag, Frankfurt am Main 2009, ISBN 978-3-518-46073-3.
- Ruine und Gedicht. Das zerstörte Dresden im Werk von Volker Braun, Heinz Czechowski und Durs Grünbein. Thelem Verlag, Dresden 2010, ISBN 978-3-939888-94-9.
- Adolf Endler: Dies Sirren. Gespräche mit Renatus Deckert Wallstein Verlag, Göttingen 2010, ISBN 978-3-8353-0775-9.